# Lincoln, Lincolnshire
Lincoln je stolnično mesto in središče okrožja Lincolnshire v Angliji. Ne-velemestno okrožje Lincoln je imelo 119.541 prebivalcev (leto 2011). Po popisu 2011 je imelo celotno mestno področje Lincoln (kar vključuje Severni Hykeham in Waddington) 130.200 prebivalcev. Lincoln leži v vrzeli Lincoln Cliff, 227 km severno od Londona, na nadmorski višini 20,4 m ob reki Witham, in se razteza do 72,8 metrov nad morsko gladino v okolici stolnice.
Lincoln se je razvil iz rimskega mesta Lindum Colonia, ki se je razvil na mestu naselja Britov iz železne dobe. Glavne znamenitosti Lincolna so stolnica, lep primer angleške gotske arhitekture in normanski grad Lincolnski grad iz 11. stoletja. Mesto je tudi sedež Univerze in škofovske Grosseteste univerze.

## Zgodovina

### Prazgodovina
Najstarejše ostanke Lincolna zasledimo iz železne dobe, naselje okroglih lesenih stanovanj, ki so jih odkrili arheologi leta 1972 in so bili datirani v 1. stoletje pred našim štetjem. To naselje je bilo zgrajeno z globokim bazenom (danes Brayford Pool) v reki Witham ob vznožju velikega hriba, na katerem so Normani kasneje zgradili stolnico in grad.
Ime Lincoln lahko izvira iz tega obdobja, ko se je naselje najbrž imenovalo Lindon (bazen) v jeziku keltskih prebivalcev železne dobe na otočju Velika Britanija in se verjetno nanaša na Brayford Pool. Ni mogoče ugotoviti kako veliko je bilo to prvotno naselje, saj so njegovi ostanki sedaj zakopani globoko pod kasnejšimi rimskimi in srednjeveškimi razvalinami, kot tudi pod sodobnim Lincolnom.

### Rimska doba: Lindum Colonia
Rimljani so osvojili ta del Britanije v letu 48 in kmalu zatem zgradili legionarsko trdnjavo visoko na hribu s pogledom na naravno jezero, ki ga tvori naraščanje reke Witham (danes Brayford Pool) in na severnem koncu na Fosse Way, rimsko cesto (danes A46). Keltsko ime Lindon je bilo pozneje latinizirano v Lindum z dodatkom Colonia, ko se je naselje preoblikovalo za vojaške potrebe.
Pretvorba v colonijo je bila narejena, ko se je legija preselila v York (Eboracum) leta 71. Lindum Colonia ali polno ime Colonia Domitiana Lindensium, imenovana po svojem ustanovitelju Domicijanu, je bila ustanovljena kot trdnjava znotraj obzidja na hribu in razširjena približno za enak del navzdol po pobočju do vode.
Postalo je veliko cvetoče naselje, ki je bilo dostopno od morja po reki Trent in preko reke Witham in je bilo tudi pokrajinsko središče Flavia Caesariensis, ko je bila provinca Britannia Inferior razdeljena v začetku 4. stoletja. Potem je začela nazadovati skupaj s plovnimi potmi. Do konca 5. stoletja je bilo mesto v glavnem zapuščeno. Delno se je ohranilo pod Praefectus civitatis,  v času obiska pisarne Paulina Yorškega leta 629.

### Obdobje od leta 410 – 1066
V tem obdobju se je latinsko ime Lindum Colonia skrajšalo v staro angleško Lincylene.
Po prvih uničujočih napadih Vikingov, je mesto ponovno dobilo na pomenu s čezmorskimi trgovskimi povezavami. V vikinških časih je bil Lincoln trgovsko središče, ki je izdelovalo kovance v lastni kovnici, daleč najpomembnejše v Lincolnshire in do konca 10. stoletja primerljiv s kovnico v Yorku. Po ustanovitvi Danelaw (zgodovinsko ime za del Anglije, v katerih so vladali Danci) leta 886, je postal Lincoln eden izmed petih mestnih okrajev v East Midlands. Lincoln je doživel izjemen razcvet v času okupacije Dancev. Tako kot York, je 'Zgornji del' mesta do leta 850 dobil več kot izključno upravne naloge, medtem ko je bil 'Spodnji del', ki je tekel po hribu navzdol proti reki Witham, verjetno v veliki meri zapuščen. Do leta 950 so obrežja reke Witham na novo razvili in 'Spodnji del' ponovno naselili, predmestje Wigford je hitro napredovalo kot glavni center trgovanja. Leta 1068, dve leti po normanski zasedbi, je Viljem I. naročil zgraditi Grad, ki bo zgrajen na mestu nekdanje rimske naselbine, iz istih strateških razlogov - nadzor poti.

### Stolnica
Gradnja prve stolnice v Lincolnu, znotraj ali blizu gradu, se je začela, ko se je pogled premaknil iz mirnega zaspanega Dorchester-on-Thames, Oxfordshire in zaključila leta 1092. Bila je obnovljena po požaru, in ponovno uničena v močnem potresu leta 1185. Obnovili so jo in razširili proti vzhodu ob vsaki obnovi v veličastno stavbo, njen zvonik stoji na križanju ladij in je 160 m visok, najvišji v Evropi. Ko je bila končana, so osrednje tri zvonike primerjali z Veliko piramido v Egiptu kot najvišjo umetno strukturo v svetu. 
Škofje v Lincolnu so bili med najbogatejšimi v srednjeveški Angliji: škofija Lincoln, največja v Angliji, je imela več samostanov kot ostala Anglija skupaj in je bila podprta s strani velikih posestev.
Ko je bila leta 1215 napisana Magna Carta (Velika listina svoboščin), je bil ena od prič Hugh o Wells, škof Lincolna. Eden od le štirih ohranjenih originalov dokumenta je ohranjena v gradu v Lincolnu.
Med najbolj znanimi škofi so bili: Robert Bloet, prvi minister Henrika I., Hugh Avalonski, graditelj stolnice kanoniziran kot St. Hugh Lincolnski, Robert Grosseteste, intelektualec 13. stoletja, Henry Beaufort, politik globoko vpleten v vojno treh rož, Philip Repyngdon, kaplan Henrika IV. Angleškega in zagovornik Johna Wycliffea, Thomas Wolsey.
Upravno središče je bila škofijska palača, tretji element v osrednjem kompleksu. Ko je bila zgrajena v poznem 12. stoletju, je bila škofijska palača ena od najpomembnejših stavb v Angliji. Zgradil jo je kanonizirani škof Hugh Lincolnski. Dvorana East Hall sega nad obokano klet in je najzgodnejši primer tako pokrite dvorane. Območje kapele in vhod v zvonik je zgradil škof William Alnwick, ki je moderniziral palačo v 1430-tih. Oba, Henrik VIII. in Jakob VI. sta bila škofova gosta. Palača je bila opustošena od rojalističnih vojakov med državljansko vojno leta 1648.
Po nedavnem vlomu, so morali nekatere vitraže v stolnici zamenjati.

### Srednjeveško mesto
V času anarhije leta 1141 je bil Lincoln prizorišče bitke med kraljem Štefanom in silami cesarice Matilde, pod vodstvom njenega nezakonskega polbrata Robert, 1. grofa Gloucestera. Po hudih spopadih na ulicah mesta, so bile sile sile Štefana poražene, on pa ujet in odpeljan v Bristol.
Od 1150 je bil Lincoln med najbogatejšimi mesti v Angliji. Osnova za gospodarstvo je bil tekstil in volna in izvoz v Flandrijo. Lincolnski tkalci so bili organizirani v ceh leta 1130 za proizvodnjo tekstila, še posebej fino pobarvanega v »škrlat« in »zeleno«, ugled je kasneje povečal Robin Hood, ki je nosil volno Lincoln zeleno. Guildhall, ki se dviga nad mestna vrata imenovana Stonebow, starodavna mestna zbornica vsebuje insignije Lincolna, verjetno najboljšo zbirko državljanskih insignij.
Zunaj ograjenega prostora stolnice in gradu, je stari del mesta, zbran okrog Bailgate in strmo navzdol do High Bridge (najstarejši most v ZK), na katerem so pol lesene hiše z zgornjimi etažami štrlečimi čez reko. Tukaj so tri starodavne cerkve: St. Mary le Wigford in St. Peter at Gowts sta 11. stoletja in St. Mary Magdalene, zgrajena v poznem 13. stoletju, je nenavadna angleška predanost svetnici, čigar kult je v veliki meri prihajal v modo na Evropski celini v tistem času.
Lincoln je bil sedež ene od petih najpomembnejših judovskih skupnosti v Angliji, uveljavljenih preden je bilo uradno zapisano v letu 1154. Leta 1190 so se antisemitskih nemiri, ki so se začeli v Kings Lynn, Norfolk, razširili v Lincoln. Judovska skupnost se je zatekla h kraljevim uradnikom, toda njihova bivališča so ropali. Tako imenovana Aronova hiša ima dvonadstropno ulično pročelje in je iz 12. stoletja, v bližini je Judovska hiša prav tako priča o judovskem prebivalstvu. Afera imenovana »obrekovanje Lincolna«, v katerem so bili ugledni Judje Lincolna obtoženi obrednih umorov krščanskega fanta (Little Saint Hugh Lincoln v srednjeveški folklori), so bili poslani v Tower v London, 18 so jih usmrtili. Judje so bili izgnani leta 1290.
V 13. stoletju je bil Lincoln tretje največje mesto v Angliji in je bil najljubši več kot enemu kralju. Med državljansko vojno imenovano 1. baronska vojna (1215–17), je postal ujet v spore med kraljem in uporniškimi baroni, ki so paktirali s Francozi. Tukaj in v Dovru je bila francoska in Rebelova vojska poražena. Pri odpravljanju posledic bitke, je bilo mesto izropano, ker se je postavilo na stran Ludvika VIII.
V 14. stoletju je sreča mesta začela upadati. Nižji deli mesta so bili poplavljeni, postajalo je vse bolj izolirano, pogosto jih je ogrožala kuga. Leta 1409 je mesto postalo samostojna grofija.

### 16. stoletje
Razpustitev samostanov je zaostrila težave Lincolna, odrezan je bil glavni vir dohodka škofiji. Sedem samostanov so zaprli znotraj mesta samega. Tudi številne bližnje opatije so zaprli, kar je privedlo do nadaljnjega zmanjšanja politične moči v regiji. Ko se je velik zvonik v stolnici leta 1549 porušil, ni bil zamenjan, kar je bil pomemben simbol gospodarskega in političnega propada Lincolna. 

### Državljanska vojna
Med letoma 1642 in 1651, v času angleške državljanske vojne, je bil Lincoln na meji med rojalističnimi in parlamentarni silami in je večkrat spremenil stran. Številne stavbe so bile hudo poškodovane. Lincoln zdaj ni imel velike industrije in ne preprostega dostopa do morja zato je bil v slabem položaju. Ko se je drugod po državi napredek začel v začetku 18. stoletja, je Lincoln neizmerno trpel, potniki so pogosto komentiral stanje mesta, ki je v bistvu postalo ena mestna ulica.

### Doba Jurijev
V času kraljevanja Jurijev se je za Lincoln začela sreča da se pobere, delno zaradi kmetijske revolucije. Ponovno odprtje Foss Dyke kanala je omogočala prevoz premoga in drugih surovin bistvenih za industrijo v mesto. 
Gospodarska rast Lincolna v tem obdobju je imela za posledico širitev meja mesta na zahod. 

### Industrijska revolucija
Skupaj s prihodom železniških povezav, je Lincoln spet zacvetel v času industrijske revolucije. Nastalo je več svetovno znanih podjetij: Ruston's, Clayton's, Proctor's in William Foster's. Lincoln se je začel odlikovati v težki industriji, gradbenih lokomotivah, parnih nakladačih in vseh drugih težkih strojih.

### 20. stoletje
Med novembrom 1904 in avgustom 1905 je Lincoln prizadela velika epidemija tifusa, ki ga je povzročila onesnažena pitna voda iz jezera Hartsholme in reke Witham. Zbolelo je več kot 1000 ljudi, smrtnih žrtev je bilo 131, umrl je tudi odgovorni za oskrbo mesta z vodo, Liam Kirk of Baker Crescent. Ob začetku epidemije je dr. Alexander Cruickshank Houston namestil sistem za dezinfekcijo s klorom tik pred slabo delujoč peščeni filter, da bi uničil bakterije, ki so povzročale epidemijo. Kloriranje oskrbe z vodo se je nadaljevalo do leta 1911, ko je bila zgrajena nova oskrba z vodo. Kloriranje vode v Lincolnu je bila ena od prvih uporab kemikalij za razkuževanje oskrbe z vodo. Za zagotavljanje novih vodnih zalog v mestu je bil zgrajen Vodni stolp Westgate.
V času svetovnih vojn je Lincoln prešel na vojno proizvodnjo. V času prve svetovne vojne so izumili prvi tank, zasnovan in izdelan v Lincolnu, v tovarni William Foster & Co.. Prebivalstvo je naraščalo, več delavcev je prinašalo še večjo širitev. Tanki so bili testirani na zemljišču ob Tritton Road (v jugozahodnem predmestju). Med drugo svetovno vojno je Lincoln proizvajal široko paleto vojnih proizvodov, od tankov, letal, streliva in vojaških vozil.
Ruston & Hornsby proizvaja dizelske motorje za ladje in lokomotive, nato so se v začetku leta 1950 povezali z nekdanjim kolegom Frank Whittle in Power Jets Ltd v R & D (ki je postal RGT) odprl prvo proizvodno linijo za izgradnjo plinsko-turbinskih motorjev za kopensko in morsko proizvodnjo energije. Zelo uspešen največji posamezni delodajalec v mestu je zagotavljal več kot 5000 delovnih mest v svojih predelovalnih in raziskovalnih enotah. Novembra 1966 ga je prevzel English Electric, ki ga je nato kupilo leta 1968 GEC. Proizvodnja dizelskih motorjev se je prenesla iz Ruston Diesels Division v Newton-le-Willows, Lancashire GEC na nekdanjo Vulcan Foundry, ki je bil na koncu prodana nemškemu MAN Diesel (zdaj MAN Diesel & Turbo) v juniju 2000.
Se je združila z družbo Alstom iz Francije v poznih 1980, nato pa jo je leta 2003 kupil Siemens AG iz Nemčije, ki se zdaj imenuje Siemens Industrial Turbomachinery. Ta vključuje tudi tisto, kar je ostalo od Napier Turbochargers. Načrti so bili objavljeni v začetku leta 2008 za gradnjo novega obrata izven mesta na meji s Teal Park, North Hykeham. Na žalost ima Siemens obsežne tehnološke presežke in je preselil delovna mesta na Švedsko in Nizozemsko. Tovarna trenutno zaposluje 1300 ljudi. R & H nekdanji Beevor Foundry je zdaj v lasti Hoval Group, ki dela industrijske kotlovnice (za žagovino). Aerospace Manufacturing Facility (AMF) na Firth Road je januarja 2009 odsvojil ITP Engines UK od Alstom Aerospace Ltd.
Drugi največji Lincolnov zasebni delodajalec je James Dawson & Son, proizvajalec trakov in cevi, ustanovljen poznem 19. stoletju, ki se nahaja na Tritton Road zraven Univerze Lincoln. Še vedno deluje s pomočjo kotla na premog. Dawson je postal del Hull-a, ki temelji na Fenner Group iz poznih 1970.
V povojnih letih po letu 1945, so bila zgrajena nova predmestja, težka industrija pa se je proti koncu 20. stoletja zmanjševala.

## Geografija
Lincoln je v vrzeli Lincoln Cliffa (velika strmina, ki poteka od severa proti jugu skozi Lindsey in Kesteven v osrednjem Lincolnshireu in se dviga 61 metrov visoko). Skozi to vrzel teče reka Witham. Lincoln je tako razdeljen v dve področji, lokalno poznano kot uphill (zgoraj) in  downhill  (spodaj), v prvem primeru na 72,8 metrov nadmorske višine na območju v bližini stolnice in drugem primeru na višino 20,4 m ob reki Witham.
Zgornje območje obsega severni del mesta na vrhu Lincoln Cliffa. To področje predstavlja zgodovinsko četrt, vključno s stolnico, Gradom in srednjeveško škofovsko palačo, poznano kot Bail (v turistično promocijskem gradivu, kot Cathedral Quarter). Tu so tudi stanovanjska predmestja. Spodnji del mesta obsega center mesta  in predmestja na jugu in jugozahodu. Ta dva dela mesta ločita Lincoln od drugih mest, ki imajo stolnico in stari del običajno v centru mest.
Oba dela mesta sta se vedno razlikovala: zgornji del so naseljevali bolj premožni, spodnji pa ostali. To razlikovanje izvira iz časa Normanov, ko je verska in vojaška elita zasedala vrh hriba. Gradnja in širitev predmestij v obeh delih mesta je sredi 19. stoletja to razliko zmanjšala, kljub temu pa so na zgornjem delu stanovanjske nepremičnine še vedno dražje.

### Klima
Tako kot drugod po Britanskem otočju, ima Lincoln primorsko podnebje s hladnimi poletji in blagimi zimami. Najbližja Meteorološka vremenska postaja je v Waddingtonu, približno 6 km južno od mestnega središča. 

## Promet

### Železnica
Glavna železniška postaja Lincoln ima pet ploščadi in enakomeren pretok vlakov in potnikov. Vlaki vozijo do različnih destinacij: Newark-on-Trent, Grimsby in Peterborough. V maju 2010 je začela novo linijo East Coast z neposredno povezavo do Londona, ki ustavlja v Newark, Peterborough in Stevenage.

### Ceste
19 milijonov £ vredno obvoznico A46 so ga odprli decembra 1985. B1190 je cesta vzhod-zahod skozi Lincoln, začenši od meje Nottinghamshira-Lincolnshire na (rimski) Foss Dyke in A57 in se konča na vzhodu pri Thimbleby na A158 v bližini Horncastlea.
Glavni cesti skozi Lincoln sta A46 in A15. Na križišču Guildhall Street in High Street se ti dve cesti srečata z A57. Skozi in ob mestu vodi še vrsta drugih državnih cest.

## Turizem
Mesto je turistično središče, kjer obiskovalci lahko obiščejo številne zgodovinske stavbe, stolnico, grad in srednjeveško škofovsko palačo.
Muzej in galerija Collection je pomembna zanimivost. Delno se nahaja v nedavno odprtem, namensko zgrajenem prizorišču in vsebuje več kot 2.000.000 predmetov. Bila je eden izmed štirih finalistov za nagrado Gulbenkian 2006. Vsak artefakt iz uradnih arheoloških izkopavanj v Lincolnshireu je shranjen v zbirki in se ves čas dopolnjuje.
Zanimivi so tudi muzej Lincolnshire Life in Sir Joseph Banks Conservatory v Lawn, ki meji na Grad. Blizu sta naravni rezervat Whisby in Hartsholme Country Park (tudi jezero naravnega rezervata Swanholme je lokalni rezervat). Hrupne zabave se odvijajo na Waddington airfield, Scampton airfield (sedež akrobatske skupine RAF Red Arrows jet), County sejmišče ali Cadwell Park za moto šport.
Zaradi svojega podnebja, Lincoln privablja številne turiste v poletnih mesecih, pa tudi na prvi četrtek v decembru, ko območje Bailgate zasede božična tržnica. Ta temelji na tradicionalno nemškem božičnem trgu, saj je Lincoln pobraten z Neustadt an der Weinstrasse. Leta 2010 je bila prvič v zgodovini božična tržnica odpovedana zaradi "grozljivih razmer" močnega sneženja po vsem Lincolnshireu in večini Združenega kraljestva.

### Zanimivosti
| - Judovska hiša - Judovski dvor - Arboretum - Lincolnski grad - Stolnica - Srednjeveška škofovska palača | - Muzej o življenju v Lincolnshire - Slavolok Newport - Steep Hill - Zbirka Lincolnshire - Galerija Usher - Vikinška pot |

## Pomembni meščani
- Kelly Adams (* 1979), igralka
- William Henry Battle (1855–1936), kirurg
- George Boole (1815–1864), matematik in filozof
- Sir Reginald Goodall (1901–1990), dirigent
- William Hilton (1786–1839), slikar
- Neil McCarthy (1933–1985), igralec
- Sir Neville Marriner (1924–2016), dirigent in violinist
- Sir Simon Marsden (1948–2012), fotograf in avtor
- Charlotte Angas Scott (1858–1931), matematičarka
- Robert Grosseteste (* vor 1170; † 1253), anglikanski teolog, škof v Lincolnu
- George Holmes (* ca. 1680; † 1720 in Lincoln), organist v stolnici v Lincolnu
- William Paley (* 1743; † 1805 v Lincolnu), teolog in filozof
- John Smyth (1566–1612), soustanovitelj Baptistov, pridigar v Lincolnu

## Mednarodne povezave
Lincoln ima uradne povezave (pobratena/sestrska mesta oz. mesta-dvojčki) z naslednjimi kraji po svetu:
- Neustadt an der Weinstraße, Nemčija (od 1969)[9]
- Port Lincoln, Avstralija (od 1991)[9]
- Radomsko, Poljska (od 2007)[9]
- Tangšan, Hebej, Kitajska (od 1988)[9]
- Nančang, Džjangši, Kitajska (od 2014)[10]

## Video povezave
- Pathe Newsreel, 1950, Europes largest foundry opens in Lincoln[mrtva povezava]
- Pathe newsreel, 1934, about Lincoln Arhivirano 2011-11-04 na Wayback Machine.
- Pathe newsreel, 1933, Lincolnshire regiment parade[mrtva povezava]
- Pathe newsreel, 1933, Lincoln Handicap, racing in Lincoln[mrtva povezava]